# Jesse Thomas (Triathlet)
Jesse Thomas (* 29. Februar 1980 in Bend) ist ein US-amerikanischer Duathlet und Triathlet. Er ist Ironman-Sieger (2015, 2016) und wird in der Bestenliste US-amerikanischer Triathleten auf der Ironman-Distanz an dritter Stelle geführt (Dezember 2020).

## Werdegang
Jesse Thomas war in seiner Jugend erfolgreich im Laufsport aktiv. Im August 2007 wurde er bei der Triathlon-Weltmeisterschaft in Hamburg Dritter in der Altersklasse 25–29.

### Triathlon-Profi seit 2010
Er startet seit 2010 als Profi-Athlet und konnte bislang sechsmal in Folge den Wildflower Triathlon für sich entscheiden (2011 bis 2015).
Bei seinem ersten Start auf der Langdistanz konnte er im September 2015 mit neuem Streckenrekord den Ironman Wales gewinnen und im Mai 2016 gewann er den Ironman Lanzarote. Beim Ironman Hawaii belegte er im Oktober den 16. Rang.
Im April 2017 wurde er Zweiter bei der Erstaustragung des Ironman 70.3 Liuzhou. Jesse Thomas wird trainiert von Matt Dixon.
Bei der Challenge Roth belegte der damals 38-Jährige im Juli 2018 nach 7:54:38 h mit neuer persönlicher Bestzeit den dritten Rang und stellte damit die zweitbeste Zeit eines US-amerikanischen Athleten auf der Ironman-Distanz ein.
Er lebt mit seiner Frau  in Eugene.

## Sportliche Erfolge
| Datum/Jahr    | Rang | Wettbewerb                                             | Austragungsort   | Zeit     | Bemerkung                                                                    |
| ------------- | ---- | ------------------------------------------------------ | ---------------- | -------- | ---------------------------------------------------------------------------- |
| 24. Sep. 2017 | 1    | Ironman 70.3 Augusta                                   | Augusta          |          |                                                                              |
| 23. Apr. 2017 | 2    | Ironman 70.3 Peru                                      | Lima             | 03:45:21 |                                                                              |
| 1. Apr. 2017  | 2    | Ironman 70.3 Liuzhou                                   | Liuzhou          | 03:40:59 |                                                                              |
| 30. Apr. 2016 | 1    | Wildflower Triathlon                                   | Lake San Antonio | 04:05:32 | sechster Sieg in Folge                                                       |
| 2. Mai 2015   | 1    | Wildflower Triathlon                                   | Lake San Antonio | 04:10:02 | [ 3 ]                                                                        |
| 29. Juni 2014 | 3    | Ironman 70.3 Buffalo Springs Lake                      | Lubbock          | 04:02:54 |                                                                              |
| 22. Juni 2014 | 1    | Ironman 70.3 Mont-Tremblant                            | Mont-Tremblant   | 03:52:31 |                                                                              |
| 3. Mai 2014   | 1    | Wildflower Triathlon                                   | Lake San Antonio |          |                                                                              |
| 4. Mai 2013   | 1    | Wildflower Triathlon                                   | Lake San Antonio | 04:02:19 |                                                                              |
| 30. März 2013 | 2    | Ironman 70.3 California                                | Oceanside        | 03:49:55 | Zweiter hinter Andy Potts                                                    |
| 3. März 2013  | 3    | Escape from Alcatraz Triathlon                         | San Francisco    | 02:06:40 |                                                                              |
| 5. Mai 2012   | 1    | Wildflower Triathlon                                   | Lake San Antonio | 03:58:59 | 1,9 km Schwimmen, 90 km Radfahren und 21,1 km Laufen                         |
| 31. März 2012 | 3    | Ironman 70.3 California                                | Oceanside        |          |                                                                              |
| 12. Feb. 2012 | 6    | Ironman 70.3 Panama                                    | Panama City      |          | [ 5 ]                                                                        |
| 13. Aug. 2011 | 2    | Ironman 70.3 Philippines                               | Camarines Sur    | 04:12:30 |                                                                              |
| 30. Apr. 2011 | 1    | Wildflower Triathlon                                   | Lake San Antonio | 04:04:45 | Sieg mit der schnellsten Laufzeit des Tages für die 21,1 km: 1:13:53 Stunden |
| 25. Juli 2010 | 10   | Antwerp Ironman 70.3                                   | Antwerpen        |          | qualifiziert für die Ironman 70.3 World Championship                         |
| 12. Juni 2010 | 8    | Ironman 70.3 Boise                                     | Boise            |          | Sieger in der Altersgruppe                                                   |
| 2. Mai 2010   | 7    | Escape from Alcatraz Triathlon                         | San Francisco    |          | [ 7 ]                                                                        |
| 30. Aug. 2007 | 3    | ITU Short Distance Triathlon World Championship M25–29 | Hamburg          | 02:00:59 | Dritter in der Klasse 25–29                                                  |

| Datum/Jahr    | Rang | Wettbewerb        | Austragungsort    | Zeit     | Bemerkung                                                                |
| ------------- | ---- | ----------------- | ----------------- | -------- | ------------------------------------------------------------------------ |
| 1. Juli 2018  | 3    | Challenge Roth    | Roth              | 07:54:38 | zweitbeste Zeit eines US-amerikanischen Athleten auf der Ironman-Distanz |
| 20. Mai 2017  | 3    | Ironman Lanzarote | Puerto del Carmen | 08:49:02 |                                                                          |
| 8. Okt. 2016  | 16   | Ironman Hawaii    | Hawaii            | 08:29:40 | Ironman World Championship                                               |
| 21. Mai 2016  | 1    | Ironman Lanzarote | Puerto del Carmen | 08:42:33 |                                                                          |
| 13. Sep. 2015 | 1    | Ironman Wales     | Tenby             | 08:57:33 | [ 8 ]                                                                    |

| Datum/Jahr    | Rang | Wettbewerb   | Austragungsort | Zeit     | Bemerkung |
| ------------- | ---- | ------------ | -------------- | -------- | --- |
| 28. Okt. 2012 | 1    | Rev3 Florida | Venice         | 03:26:17 | Sieger der Erstaustragung, neben Becky Lavelle (1,5 Meilen Laufen, 56 Meilen Radfahren und 13,1 Meilen Laufen) |

(DNF – Did Not Finish)